# Bosmuizen
De bosmuizen (Apodemus) vormen een geslacht van Palearctische muizen uit de onderfamilie der muizen en ratten van de Oude Wereld (Murinae). 

## Onderverdeling
Er worden over het algemeen twee ondergeslachten onderscheiden, Apodemus en Sylvaemus. De kleine Japanse bosmuis (Apodemus argenteus) behoort mogelijk tot een derde ondergeslacht, evenals de Himalayabosmuis (Apodemus gurkha). Soms worden nog twee andere ondergeslachten onderscheiden, Karstomys, voor de rotsmuizen Apodemus mystacinus en A. epimelas, en Alsomys, voor enige Oost-Aziatische soorten. Alsomys is nauw verwant aan het ondergeslacht Apodemus, en Karstomys aan Sylvaemus. Er zijn ruim 20 soorten bekend. In Nederland en België komen twee soorten voor, de bosmuis (Apodemus sylvaticus) en de geelhalsbosmuis (Apodemus flavicollis). Het geslacht is het nauwst verwant aan het Japanse geslacht Tokudaia en aan de uitgestorven geslachten Rhagamys, Rhagapodemus, Sinapodemus en Parapodemus.
De bosmuizen vormen zowel het oudste geslacht van de Europese Murinae als het geslacht van de Murinae dat het grootste verspreidingsgebied in de tijd heeft. De oudste vertegenwoordigers van het geslacht stammen uit het Laat-Mioceen van Europa. Binnen de Murinae zijn alleen Progonomys en Antemus uit Pakistan ouder.

## Soorten
De 22 soorten zijn:
- argenteus-groep
  - Apodemus argenteus – Kleine Japanse bosmuis
- gurkha-groep
  - Apodemus gurkha – Himalayabosmuis
- Ondergeslacht Apodemus
  - Apodemus agrarius – Brandmuis
  - Apodemus chevrieri – Chevriers bosmuis
  - Apodemus draco – Zuid-Chinese bosmuis
  - Apodemus ilex
  - Apodemus latronum – Sichuanbosmuis
  - Apodemus nigrus
  - Apodemus peninsulae – Koreaanse bosmuis
  - Apodemus semotus – Taiwanese bosmuis
  - Apodemus speciosus – Grote Japanse bosmuis
- Ondergeslacht Sylvaemus
  - Apodemus alpicola – Alpenbosmuis
  - Apodemus epimelas – Westelijke rotsmuis
  - Apodemus flavicollis – Grote bosmuis
  - Apodemus hyrcanicus – Kaukasusbosmuis
  - Apodemus mystacinus – Oostelijke rotsmuis
  - Apodemus pallipes – Wards bosmuis
  - Apodemus ponticus – Pontische bosmuis
  - Apodemus rusiges – Kasjmirbosmuis
  - Apodemus sylvaticus – Bosmuis
  - Apodemus uralensis – Kleine bosmuis
  - Apodemus witherbyi – Perzische bosmuis

## Fossiele soorten
Daarnaast is er nog een aantal fossiele soorten bekend: Apodemus agustii, Apodemus alsomyoides, Apodemus atavus, Apodemus barbarae, Apodemus caesareanus, Apodemus debruijni, Apodemus dominans, Apodemus etruscus, Apodemus gorafensis, Apodemus gudrunae, Apodemus jeanteti, Apodemus leptodus, Apodemus levantinus, Apodemus lewisi, Apodemus lugdunensis, Apodemus maastrichtensis, Apodemus manu, Apodemus maximus, Apodemus mirabilis, Apodemus meini, Apodemus orientalis, Apodemus qiui, Apodemus schaubi, Apodemus whitei en Apodemus zhangwagouensis.
Abditomys · 
Abeomelomys · 
Aethomys · 
Anisomys · 
Anonymomys · 
Apodemus · 
Apomys · 
Archboldomys · 
Arvicanthis · 
Baiyankamys · 
Baletemys · 
Bandicota · 
Batomys · 
Berylmys · 
Brassomys · 
Bullimus · 
Bunomys · 
Canariomys · 
Carpomys · 
Chingawaemys · 
Chiromyscus · 
Chiropodomys · 
Chiruromys · 
Chrotomys · 
Coccymys · 
Colomys · 
Congomys · 
Conilurus · 
Coryphomys · 
Crateromys · 
Cremnomys · 
Crossomys · 
Crunomys · 
Dacnomys · 
Dasymys · 
Dephomys · 
Desmomys · 
Diomys · 
Diplothrix · 
Echiothrix · 
Eropeplus · 
Frateromys · 
Golunda · 
Gracilimus · 
Grammomys · 
Hadromys · 
Haeromys · 
Halmaheramys · 
Hapalomys · 
Heimyscus · 
Hybomys · 
Hydromys · 
Hylomyscus · 
Hyomys · 
Hyorhinomys · 
Kadarsanomys · 
Komodomys · 
Lamottemys · 
Leggadina · 
Lemniscomys · 
Lenomys · 
Lenothrix · 
Leopoldamys · 
Leporillus · 
Leptomys · 
Limnomys · 
Lorentzimys · 
Macruromys · 
Madromys ·
Malacomys · 
Mallomys · 
Malpaisomys · 
Mammelomys · 
Margaretamys · 
Mastacomys · 
Mastomys · 
Maxomys · 
Melasmothrix · 
Melomys · 
Mesembriomys ·
Micaelamys · 
Microhydromys · 
Micromys · 
Millardia · 
Mirzamys · 
Montemys · 
Mus · 
Musseromys · 
Mylomys · 
Myomyscus · 
Nesokia · 
Nilopegamys · 
Niviventer · 
Notomys · 
Ochromyscus · 
Oenomys ·
Otomys · 
Palawanomys · 
Papagomys · 
Parahydromys · 
Paraleptomys · 
Paramelomys · 
Parotomys · 
Paucidentomys · 
Paulamys · 
Pelomys · 
Phloeomys · 
Pithecheir · 
Pithecheirops · 
Pogonomelomys · 
Pogonomys · 
Praomys · 
Protochromys · 
Pseudohydromys · 
Pseudomys · 
Rattus · 
Rhabdomys · 
Rhynchomys · 
Saxatilomys ·
Serengetimys ·
Solomys · 
Sommeromys · 
Soricomys · 
Spelaeomys · 
Srilankamys · 
Stenocephalemys · 
Stochomys · 
Sundamys · 
Taeromys · 
Tarsomys · 
Tateomys · 
Thallomys · 
Thamnomys · 
Tokudaia · 
Tonkinomys ·
Tryphomys · 
Typomys · 
Uromys · 
Vandeleuria · 
Vernaya · 
Xenuromys · 
Xeromys · 
Zelotomys · 
Zyzomys